# Johan Reekers
Johan Reekers (Enschede, 28 december 1957) is een veelzijdig sportman. 
Reekers die is geboren zonder benen, deed 9 keer mee aan de paralympics, 1 keer atletiek, 5 keer zitvolleybal en 3 keer handbiken. Hij won goud in Arnhem 1980 en New York & Stoke Mandeville 1984, zilver in Barcelona 1992 bij het zitvolleybal en brons in het handbiken in Athene 2004. Tijdens het WK 2015 in Zwitserland (brons) wist Reekers zich te kwalificeren voor het handbiken op de Paralympische Zomerspelen 2016 in Rio de Janeiro.
Hij is nu fulltime handbiker. Geeft daarnaast clinics en workshops. Met zijn ex-vrouw adopteerde hij twee kinderen.
Op 26 april 2019 is hij gedecoreerd als "Ridder in de Orde van Oranje-Nassau" in de Gemeente Enschede.